# 中村好夫
中村 好夫（なかむら よしお、1930年6月5日 - 2018年6月5日）は、日本中央競馬会 (JRA) に所属していた調教師。
調教師としてのおもな管理馬に、1984年の桜花賞優勝馬のダイアナソロンや1989年の阪神3歳ステークス優勝馬コガネタイフウ、1989年のJRA賞最優秀5歳以上牝馬であるルイジアナピットなどがいる。息子は、競走馬の生産・育成を手がけるチャンピオンズファームなどの代表を務める中村明人。

## 来歴
1930年、大阪府に生まれる。戦後の1946年に小林三雄三厩舎にて騎手候補して2年を過ごし1948年に騎手デビュー。しかし、1950年に引退し調教助手に転向。その後、小林三雄三厩舎で10年近く過ごしたあとは武田作十郎厩舎などを転々とし、1965年に調教師免許取得。
調教師転身後は3月のうちに初勝利。その後コンスタントに勝ち星を挙げ、1980年までに重賞を4勝するなどそれなりの活躍を見せた。
1982年には、サルノキングが東京4歳ステークスと弥生賞を連勝。クラシックの主役候補となるが、次に出走したスプリングステークスで4着に敗れる。レース中に骨折したこともあるが、マスコミなどから八百長を疑われるようなレースとなった（詳細はサルノキング事件を参照）。
1984年にはサルノキングの主戦騎手でもあった田原成貴とのコンビでダイアナソロンが桜花賞に勝利し、GI競走ならびにクラシック競走初制覇。その後、ダイアナソロンは優駿牝馬2着やエリザベス女王杯3着などの安定した成績を残し、同年のJRA賞最優秀4歳牝馬を受賞した。
翌1985年には地方競馬から移籍してきたステートジャガーを管理し、大阪杯で優勝する。しかし、宝塚記念のレース後にステートジャガーの尿から禁止薬物であるカフェインが検出され、中村は管理者責任を問われる形で6か月間の調教停止処分を科された（詳細はステートジャガー#ステートジャガー事件を参照）。
その後は重賞を勝てない時期が続いたが、1989年にルイジアナピットが重賞2勝しJRA賞最優秀5歳以上牝馬を受賞。コガネタイフウが阪神3歳ステークスに勝利するなど、重賞4勝。1994年にはフジノマッケンオーがJRA賞最優秀ダートホースを受賞。翌1995年にはダイカツストームが中山大障害（春）を圧勝するなどコンスタントに勝ち星を重ねていった。1999年には厩舎所属の大辻省二が優秀調教助手賞を受賞している。
2001年2月末をもって定年のため調教師を引退。引退後は一口クラブや競馬予想会社の関係者として競馬にかかわっていたが、2018年6月5日、88歳の誕生日に北海道沙流郡日高町の自宅で老衰のため死去。

## おもな管理馬
※括弧内は当該馬の優勝重賞競走、太字はGI級競走。
- サルノキング（1982年東京4歳ステークス、1982年弥生賞）
- ダイアナソロン（1984年桜花賞、1984年サファイヤステークス、1984年のJRA賞最優秀4歳牝馬）
- ステートジャガー（1985年大阪杯）
- コガネタイフウ（1989年阪神3歳ステークス）
- ルイジアナピット（1989年東京タイムズ杯、1989年阪神牝馬特別。1989年のJRA賞最優秀5歳以上牝馬）
- フジノマッケンオー（1994年根岸ステークス、1996年ダービー卿チャレンジトロフィー、1996年セントウルステークスなど。1994年のJRA賞最優秀ダートホース）
- ダイカツストーム（1995年中山大障害（春））

## おもな厩舎所属者
※太字は門下生。括弧内は厩舎所属期間と所属中の職分。
- 太宰義人（1972年 - 1982年、騎手）
- 崎山博樹（1981年、騎手）
- 牧田和弥（1990年 - 1995年、騎手）